# Таши Зангмо
Таши Зангмо (англ. Tashi Zangmo; род. около 1963, Вамронг, Трашиганг) — бутанская активистка, с 2009 года исполнительный директор Фонда монахинь Бутана.

## Биография
Родилась в 1963 году в Вамронге, Бутан. Была первым ребёнком из своей деревни, ставшая ученицей в школе. После учёбы работала секретарём на государственной службе в 1980-х годах.
Получила учёные степени в Индии и США. Окончила Центральный институт высшей тибетологии (CIHTS) со степенью буддологии, и степень бакалавра в Колледже Маунт-Холиок, штата Массачусетс. В Массачусетском университете города Амхерста получила степени магистра и доктора философии. После учёбы вернулась в Бутан, где стала исполнительным директором Фонда монахинь Бутана. Фонд монахинь Бутана (ФМБ) был основан в 2009 году Королевой Бутана Церинг Янгдон.
В 2018 году Таши Зангмо попала в список «100 Women» от Би-би-си.